# Eileen J. Garrett
Eileen J. Garrett (Beauparc, 17 marzo 1893 – Nizza, 15 settembre 1970) è stata una parapsicologa irlandese.
Le sue capacità psichiche furono analizzate e confermate negli anni '30 dal parapsicologo Joseph Rhine, ma diversi studi successivi confutarono questi risultati, attribuendo le sue presunte capacità alla casualità.

## Biografia
Eileen Garrett nacque a Beauparc, piccola località nella contea di Meath in Irlanda, il 17 marzo 1893. In seguito al suicidio dei suoi genitori, trascorse l'infanzia con una zia, con la quale ebbe un rapporto conflittuale. Sostenne di aver sviluppato capacità psichiche fin dall'adolescenza. Dopo il suo primo matrimonio iniziò a sviluppare un disturbo di personalità multipla, e accettò questa condizione identificandosi come una medium.
Lo psichiatra e accademico Jan Ehrenwald sostenne che le sue presunte abilità psichiche derivavano, in realtà, da dissociazioni e allucinazioni, e definì la Garrett come megalomane fin dalla sua infanzia. 
La donna si sposò tre volte: il suo primo matrimonio fu con Clive Barry con cui ebbe tre figli, tutti morti giovani, e una figlia, Eileen Coly, che in età adulta si interessò alla parapsicologia. Durante la prima guerra mondiale si occupò di curare soldati feriti. Nel 1931 venne contattata dai ricercatori della società per la ricerca psichica degli Stati Uniti per eseguire diversi esperimenti in America e in Europa, che durarono fino agli anni '50. La Garrett non era sostenitrice dello spiritualismo e attribuiva le sue presunte capacità all'attività dei campi magnetici. Rivelò a Peter Underwood, noto parapsicologo dell'epoca, che le sue capacità erano frutto del suo subconscio. 
Nel 1934 si sottopose volontariamente ad alcuni test proposti dallo psicologo William Brown e dal ricercatore Whately Carington. Questi test dimostrarono che la Garrett soffriva di sdoppiamento di personalità e che non era in possesso di nessuna capacità telepatica. 
Nel 1951 fondò assieme a Frances P. Bolton la Parapsychology Foundation, organizzazione non profit. Morì dopo una lunga malattia in Francia, a Nizza, il 15 settembre 1970.

## Test di chiaroveggenza
Eileen Garrett prese parte a diversi test di chiaroveggenza, uno dei quali organizzato da Joseph Rhine nel 1933 presso la Duke University. Il test prevedeva l'utilizzo delle carte Zener: ogni carta venne inserita all'interno di una busta, su ogni busta venne disegnato un simbolo e ai partecipanti venne chiesto di indovinare il contenuto di ciascuna busta. Garrett criticò questo test, affermando che le carte non erano dotate di "stimoli energetici" e che le sue doti da chiaroveggente non potevano funzionare se richieste forzatamente da altre persone.
Nel maggio 1937 il parapsicologo Samuel Soal, assieme ad alcuni suoi colleghi, invitarono Garrett ad altri esperimenti nel laboratorio di psicologia dell'University College di Londra. I risultati di questi esperimenti non evidenziarono alcuna particolare capacità extrasensoriale. Gli psicologi Terence Hines e Leonard Zusne affermarono, in successive ricerche, che gli esperimenti di Rhine sulle carte Zener contenevano numerosi errori e vizi procedurali.

## Controversie
Il 7 ottobre 1930 alcuni spiritualisti affermarono che Garrett entrò in contatto con lo spirito del pilota Herbert Carmichael Irwin, durante una seduta spiritica tenuta con Harry Price al National Laboratory of Psychical Research di Londra, appena due giorni dopo lo schianto del dirigibile R101 di cui Irwin era il comandante. Tale presunto contatto avvenne mentre la Garrett cercava di comunicare con Arthur Conan Doyle, deceduto in quel periodo. A questa seduta partecipò il maggiore Oliver Villiers, amico e collega di Irwin e di altri membri dell'equipaggio del volo. Price non giunse ad alcuna conclusione in merito, limitandosi a dichiarare che "l'esperimento fu particolarmente interessante e stimolante".
In seguito altri ricercatori, tra cui Melvin Harris, che aveva studiato approfonditamente tutta la documentazione, affermarono che le dichiarazioni di Garrett erano incomplete ed erano state interpretate e trascritte in maniera errata e, pertanto, prive di informazioni utili.

## Opere
- My Life as a Search for the Meaning of Mediumship (1938)
- Telepathy in Search of a Lost Faculty (1941)
- Adventures in the Supernormal: A Personal Memoir (1949)
- The Sense and Nonsense of Prophecy (1950)
- Does Man Survive Death (1951)
- Many Voices: The Autobiography of a Medium (1968)